# Marek Baraniecki
Marek Baraniecki (* 16. června 1954 Gliwice) je polský spisovatel science fiction.

## Životopis
Povoláním inženýr studoval na Slezské polytechnice. Od roku 1976 se snažil prosadit jako novinář ve studentských časopisech. Publikoval články v sociálně-kulturním týdeníku "Katolík" .
Debutoval v roce 1983 na stránkách časopisu Fantastyka s příběhem Karlgoro godzina 18.00, který byl uznán za nejlepší povídku publikovanou v tomto roce v časopise. V roce 1984 odešel z práce aby se věnoval jen psaní. Vydal sbírku povídek Głowa Kasandry (1985). Za povídku stejného názvu získal v roce 1985 cenu Janusze A. Zajdela.
Vítězný příběh byl vydán v nákladu v 150 tisíc kusů a také měl mít rozhlasovou adaptaci, z které díky cenzuře sešlo. Po několika letech se Baraniecki vzdal psaní a vrátil se do práce.